# Lethal Weapon (franchise)

Lethal Weapon-logo

Lethal Weapon is een Amerikaanse mediafranchise bestaande uit een reeks actiekomedies en een televisieserie. De franchise begon in 1987 met Lethal Weapon en werd gevolgd door drie sequels: Lethal Weapon 2 (1989), Lethal Weapon 3 (1992) en Lethal Weapon 4 (1998). De televisieserie liep van 2016 tot 2019 op Fox. De vier films werden geregisseerd door Richard Donner en delen ook veel van dezelfde vaste cast, terwijl de televisieserie een reboot is met andere acteurs. Hoewel de eerste film niet expliciet een komedie was, kregen de latere films en de televisieserie geleidelijk een komische inslag.

## Films

### Lethal Weapon (1987)
Rechercheur Roger Murtaugh (Danny Glover) van de afdeling moordzaken staat op een zucht van zijn pensioen wanneer hij moet samenwerken met de jonge, suïcidale drugsagent Martin Riggs (Mel Gibson). Samen onderzoeken ze de vermeende zelfmoord van Amanda Hunsaker, de dochter van een rijke zakenman die met Murtaugh in Vietnam diende. Murtaugh en Riggs ontdekken al snel dat Hunsaker (Tom Atkins) betrokken was bij een heroïnesmokkeloperatie onder leiding van een gepensioneerde generaal.

### Lethal Weapon 2 (1989)
Tijdens een achtervolging stuiten Riggs en Murtaugh op een hoeveelheid gesmokkelde Zuid-Afrikaanse krugerrands. Dit leidt tot een reeks aanslagen op hun leven, waardoor ze gedwongen worden een minder gevaarlijke zaak aan te nemen en Leo Getz (Joe Pesci) te beschermen, een luidruchtige klokkenluider met wie ze geleidelijk een band opbouwen en bevriend raken. Ze realiseren zich echter dat Getz betrokken was bij dezelfde illegale activiteiten in Zuid-Afrika. Hierdoor raken de drie mannen verstrikt in een drugssmokkeloperatie waarbij Zuid-Afrikaanse diplomaten in Los Angeles betrokken zijn, die hun immuniteit als schild gebruiken. Riggs doodt de moordenaar van zijn vrouw, die zich onder de criminelen bevindt.

### Lethal Weapon 3 (1992)
Terwijl Murtaugh, die over een week met pensioen gaat, en Riggs een overval onderzoeken die gepleegd is met een namaak pantserwagen, komen ze terecht in een onderzoek van Interne Zaken onder leiding van Lorna Cole (Rene Russo). Met hulp van Leo komen ze erachter dat het onderwerp van het onderzoek een corrupte agent is die in beslag genomen wapens steelt en verkoopt op de zwarte markt. Tijdens het onderzoek schiet Murtaugh een tiener dood die hem en Riggs aanvalt. De tiener blijkt een vriend van zijn eigen zoon te zijn. Dit zet Murtaugh ertoe aan de man te arresteren die verantwoordelijk is voor de distributie van illegale vuurwapens en zijn pensioen te heroverwegen.

### Lethal Weapon 4 (1998)
Terwijl zijn vriendin Lorna en Murtaughs dochter Rianne beiden zwanger zijn, werkt Riggs opnieuw samen met Murtaugh, Leo en nieuwbakken rechercheur Lee Butters (Chris Rock) om een Chinese smokkelbende te onderzoeken. Wah Sing Ku (Jet Li) is een meedogenloze crimineel die Murtaughs familie probeert te vermoorden door hen levend te verbranden in hun huis. Murtaugh ontdekt dat Butters de vader is van het ongeboren kind van zijn dochter. De twee doden tientallen Chinese gangsters en pakken de baas van de smokkelbende op. Riggs en Lorna trouwen aan het einde van de film als hun kind wordt geboren.

## Televisieserie
Matthew Miller ontwikkelde samen met Dan Lin en Jennifer Gwartz een televisiebewerking van de filmreeks voor Fox. Clayne Crawford en Damon Wayans speelden de rollen van Riggs en Murtaugh. Andere rollen gingen naar onder andere Jordana Brewster als Dr. Maureen Cahill, Kevin Rahm als Captain Brooks Avery en Thomas Lennon in de terugkerende rol van Leo Getz. Fox gaf in mei 2016 groen licht voor de serie. In het derde seizoen werd Crawford vervangen door Seann William Scott als het nieuwe personage Wesley Cole. Crawford werd ontslagen na een aantal incidenten op de set en escalerende spanningen met Wayans, het personage Riggs verdween uit de serie. Na drie seizoenen annuleerde Fox de show in mei 2019.

## Rolbezetting en filmploeg

### Rolbezetting
| Personages                      | Films              | Films              | Films              | Films              | Televisie                                 |
| Personages                      | Lethal Weapon      | Lethal Weapon 2    | Lethal Weapon 3    | Lethal Weapon 4    | Lethal Weapon                             |
| Personages                      | 1987               | 1989               | 1992               | 1998               | 2016–2019                                 |
| Vaste cast                      | Vaste cast         | Vaste cast         | Vaste cast         | Vaste cast         | Vaste cast                                |
| ------------------------------- | ------------------ | ------------------ | ------------------ | ------------------ | ----------------------------------------- |
| Martin Riggs                    | Mel Gibson         | Mel Gibson         | Mel Gibson         | Mel Gibson         | Clayne Crawford (seizoen 1 en 2)          |
| Roger Murtaugh                  | Danny Glover       | Danny Glover       | Danny Glover       | Danny Glover       | Damon Wayans                              |
| Leo Getz                        |                    | Joe Pesci          | Joe Pesci          | Joe Pesci          | Thomas Lennon                             |
| Lorna Cole Riggs                |                    |                    | Rene Russo         | Rene Russo         |                                           |
| Lee Butters                     |                    |                    |                    | Chris Rock         |                                           |
| Wesley Cole                     |                    |                    |                    |                    | Seann William Scott (seizoen 3)           |
| Riggs' liefdesrelaties          |                    |                    |                    |                    |                                           |
| Victoria Lynn Riggs             |                    |                    |                    |                    | Floriana Lima (als Miranda Riggs)         |
| Rika van den Haas               |                    | Patsy Kensit       |                    |                    |                                           |
| Karen Palmer                    |                    |                    |                    |                    | Hilarie Burton                            |
| Molly Hendricks                 |                    |                    |                    |                    | Kristen Gutoskie                          |
| Murtaughs gezin                 |                    |                    |                    |                    |                                           |
| Trish Murtaugh                  | Darlene Love       | Darlene Love       | Darlene Love       | Darlene Love       | Keesha Sharp                              |
| Rianne Murtaugh                 | Traci Wolfe        | Traci Wolfe        | Traci Wolfe        | Traci Wolfe        | Chandler Kinney (als Riana Murtaugh)      |
| Nick Murtaugh                   | Damon Hines        | Damon Hines        | Damon Hines        | Damon Hines        | Dante Brown (als Roger Murtaugh Jr.)      |
| Carrie Murtaugh                 | Ebonie Smith       | Ebonie Smith       | Ebonie Smith       | Ebonie Smith       |                                           |
| Overige                         |                    |                    |                    |                    |                                           |
| Captain Ed Murphy               | Steve Kahan        | Steve Kahan        | Steve Kahan        | Steve Kahan        | Kevin Rahm (als Captain Brooks Avery)     |
| Dr. Stephanie Woods             | Mary Ellen Trainor | Mary Ellen Trainor | Mary Ellen Trainor | Mary Ellen Trainor | Jordana Brewster (als Dr. Maureen Cahill) |
| Mr. Joshua                      | Gary Busey         |                    |                    |                    |                                           |
| Gen. Peter McAlliser            | Mitchell Ryan      |                    |                    |                    |                                           |
| Michael Hunsaker                | Tom Atkins         |                    |                    |                    |                                           |
| Arjen Rudd                      |                    | Joss Ackland       |                    |                    |                                           |
| Pieter Vorstedt                 |                    | Derrick O'Connor   |                    |                    |                                           |
| Mickey McGee                    |                    | Jack McGee         | Jack McGee         |                    |                                           |
| Jack Travis                     |                    |                    | Stuart Wilson      |                    |                                           |
| Tyrone                          |                    |                    | Gregory Millar     |                    |                                           |
| Wah Sing Ku                     |                    |                    |                    | Jet Li             |                                           |
| Uncle Benny Chan                |                    |                    |                    | Kim Chan           |                                           |
| Hong                            |                    |                    |                    | Eddy Ko            |                                           |
| Detective Ng                    |                    |                    |                    | Calvin Jung        |                                           |
| Bernard Scorsese                |                    |                    |                    |                    | Johnathan Fernandez                       |
| Detective Sonya Bailey          |                    |                    |                    |                    | Michelle Mitchenor                        |
| Detective Alejandro "Alex" Cruz |                    |                    |                    |                    | Richard Cabral                            |
| Detective Zach Bowman           |                    |                    |                    |                    | Andrew Creer                              |
| Natalie Flynn                   |                    |                    |                    |                    | Maggie Lawson                             |
| Erica Malick                    |                    |                    |                    |                    | Nishi Munshi                              |
| Louie "The Gute" Gutierrez      |                    |                    |                    |                    | Paola Lázaro                              |

### Filmploeg
|                  | Lethal Weapon               | Lethal Weapon 2                            | Lethal Weapon 3                            | Lethal Weapon 4                            |
| 1987             | 1989                        | 1992                                       | 1998                                       |                                            |
| ---------------- | --------------------------- | ------------------------------------------ | ------------------------------------------ | ------------------------------------------ |
| Regisseur        | Richard Donner              | Richard Donner                             | Richard Donner                             | Richard Donner                             |
| Producent        | Richard Donner, Joel Silver | Richard Donner, Joel Silver                | Richard Donner, Joel Silver                | Richard Donner, Joel Silver                |
| Scenarist        | Shane Black                 | Jeffrey Boam                               | Jeffrey Boam, Robert Mark Kamen            | Channing Gibson                            |
| Montage          | Stuart Baird                | Stuart Baird                               | Robert Brown, Battle Davis                 | Frank J. Urioste, Dallas Puett             |
| Cinematografie   | Stephen Goldblatt           | Stephen Goldblatt                          | Jan de Bont                                | Andrzej Bartkowiak                         |
| Muziek           | Michael Kamen, Eric Clapton | Michael Kamen, Eric Clapton, David Sanborn | Michael Kamen, Eric Clapton, David Sanborn | Michael Kamen, Eric Clapton, David Sanborn |
| Productiebedrijf | Silver Pictures             | Silver Pictures                            | Silver Pictures                            | Silver Pictures, Doshudo Productions       |
| Distributeur     | Warner Bros. Pictures       | Warner Bros. Pictures                      | Warner Bros. Pictures                      | Warner Bros. Pictures                      |

## Ontvangst
| Film            | Budget       | Opbrengst (wereldwijd) | Rotten Tomatoes    | Metacritic        |
| --------------- | ------------ | ---------------------- | ------------------ | ----------------- |
| Lethal Weapon   | $15 miljoen  | $120,2 miljoen         | 80% (55 recensies) | 68 (23 recensies) |
| Lethal Weapon 2 | $25 miljoen  | $227,8 miljoen         | 82% (44 recensies) | 70 (21 recensies) |
| Lethal Weapon 3 | $35 miljoen  | $321,7 miljoen         | 60% (47 recensies) | 40 (26 recensies) |
| Lethal Weapon 4 | $140 miljoen | $285,4 miljoen         | 52% (67 recensies) | 39 (21 recensies) |

## Andere media

### Spellen
Lethal Weapon is een computerspel uit 1992, ontwikkeld door Ocean Software en Eurocom en uitgegeven door Ocean en Nintendo. Het is gebaseerd op de eerste drie Lethal Weapon-films.
Lethal Weapon 3 is een flipperkast die door Data East geproduceerd werd in 1992. De kast beschikte over een groot dot-matrix display waarop scènes uit de film te zien waren. In 1994 was het de meest succesvolle flipperkast ooit van Data East.

### Achtbanen

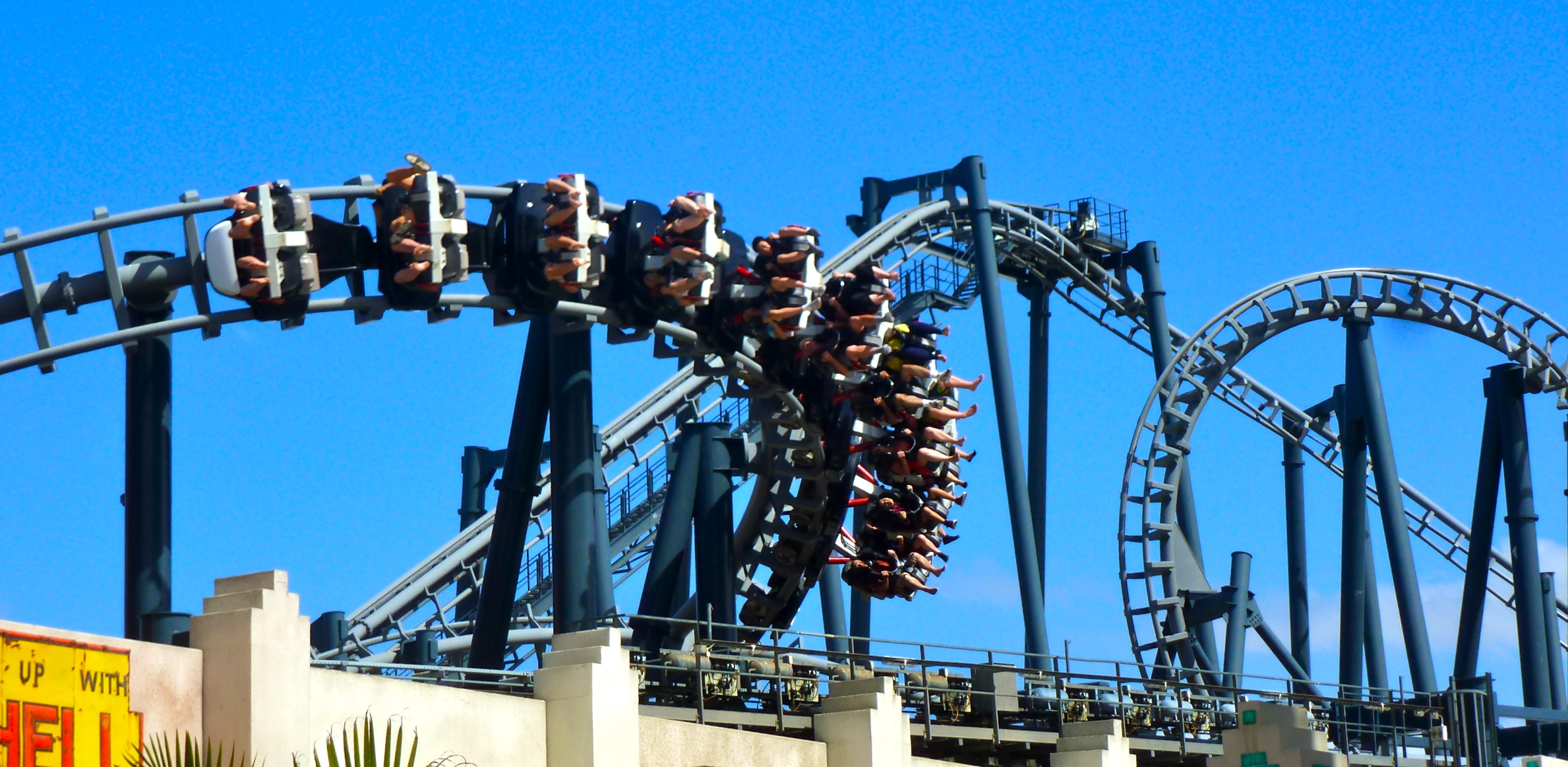
Lethal Weapon – The Ride

Lethal Weapon – The Ride was een achtbaan in het Warner Bros. Movie World themapark in Australië. Toen de attractie in 1995 werd geïntroduceerd, was het thema van de attractie gebaseerd op de Lethal Weapon-filmreeks. In 2012 werd het thema gewijzigd in Batman: Arkham Asylum en werd de achtbaan omgedoopt tot Arkham Asylum. De attractie werd in 2019 gesloten en in 2022 afgebroken.
Lethal Weapon Pursuit was een achtbaan in het toenmalige Warner Bros. Movie World attractiepark in Duitsland. Bij zijn introductie in 1996 was het thema van de achtbaan gebaseerd op de Lethal Weapon-filmreeks. Toen het attractiepark in 2004 Movie Park Germany werd, moesten alle referenties naar Lethal Weapon verdwijnen en werd de achtbaan hernoemd naar Cop Car Chase. In 2006 werd de ondertussen verouderde achtbaan gesloopt.